# Église Saint-Martin de Drosay
Pour les articles homonymes, voir Église Saint-Martin.
L'église Saint-Martin est une église catholique située à Drosay, en France.

## Localisation
L'église est située à Drosay, commune du département français de la Seine-Maritime. L'édifice est peut-être situé dans un cimetière très ancien.

## Historique
L'édifice actuel est daté du XIIIe siècle-XVIe siècle.
La nef méridionale est datée du XVIe siècle, tout comme le clocher . 
Un portail ogival est conservé. Une chapelle dédiée à la vierge est construite au début du XVIIe siècle. 
Une voûte en torchis remplace les lambris au XIXe siècle. Une sacristie est ajoutée le même siècle .  
L'édifice est inscrit au titre des monuments historiques par arrêté du 24 novembre 1926.
L'association pour la sauvegarde de l'art français accorde en 1992 une subvention de 100 000 francs pour refaire la charpente et la couverture du chœur.

## Description
L'édifice est construit en grès et pierre. La toiture est en ardoise. Un clocher-porche est situé face à la nef méridionale . 
L'église comporte deux nefs et un chevet plat.
L'édifice conserve une statue polychrome représentant saint Martin à cheval partageant son manteau, et datable du XVIe siècle et XVIIe siècle. Il comporte en outre un retable du XVIIe siècle.